# BVN
«BVN» (сокр. от het Beste van Vlaanderen en Nederland, «Лучшее из Фландрии и Нидерландов») — телеканал на нидерландском языке, вещающий за рубежом. Выпускается совместно «NPO» и «VRT», общественными телекомпаниями, соответственно, Нидерландов и Фламандского региона Бельгии.
Канал был основан в 1996 году совместно «NPO» c Международным радио Нидерландов («RNW»), но с 2013 года радиовещательной организации была Нидерландским правительством поручена отдельная задача, и она перестала участвовать в проекте.
Канал сначала назывался «Zomer-TV» («Лето-ТВ») и создавался для того, чтобы голландцы, отдыхающие за границей, смогли смотреть передачи на нидерландском языке
Ранее все передачи были нидерландскими, и название «BVN» означало «het Beste van Nederland» («Лучшее из Нидерландов»), но потом, когда Фламандский регион тоже подключился и стал как оказывать финансовую поддержку, так и предоставлять для трансляции передачи производства «VRT», канал был переименован в «het Beste van Vlaanderen en Nederland» («Лучшее из Фландрии и Нидерландов»).
В марте 2007 года «BVN» изменил своё расписание, начав транслировать два одинаковых (повторяющихся) 12-часовых блока в сутки вместо трёх 8-часовых, что дало больше пространства для трансляции популярных нидерландских телешоу, таких как «Pauw & Witteman» и «De Wereld Draait Door».

## Цели и задачи
На своем сайте канал декларирует своё предназначение таким образом:
BVN для людей, которые уезжают на пару недель на отдых и хотят оставаться в курсе текущих событий в Нидерландах и Бельгии или не хотят пропустить ни одного эпизода любимого сериала. Даже тот, кто едет за границу на длительное время, может продолжать следить за новостями, языком и культурой свой родины. От карибских пляжей до австралийского буша, BVN доносит новости и развлечения даже в самые отдаленные уголки мира!
«Over BVN»
Однако «BVN» постепенно превращается по сути в международный канал. Покрытие его неустанно повышается по мере того, как каждый год во всё большем числе стран получают возможность его смотреть.

## Расписание
Программа канала состоит из 12-часового блока, который затем повторяется с 1:00 до 13:00.

## Программы
- Het Journaal - информационная программа Één (VRT)
- NOS Journaal - информационная программа NPO 1 (NPO)